# 稗原町 (宮崎市)
稗原町（ひえはるちょう）とは、宮崎県宮崎市内の地名。檍地域自治区に属している。郵便番号は880-0832。

## 地理
宮崎市の中心部、檍地域自治区に属する住宅地・商業地である。北西を吉村町、東を新栄町、南を日ノ出町と接する。隣接する吉村町に「稗原乙」と言う地名がある。

## 歴史
- 昭和20年代 - 吉村町から稗原町が成立。

## 世帯数と人口
2023年（令和5年）9月1日現在の世帯数と人口は以下の通りである。
| 町丁   | 世帯数  | 人口  |
| ------ | ------- | ----- |
| 稗原町 | 290世帯 | 555人 |

## 小・中学校の学区
市立小・中学校に通う場合、学区は以下の通りとなる。
| 町名   | 小学校               | 中学校             |
| ------ | -------------------- | ------------------ |
| 稗原町 | 宮崎市立宮崎港小学校 | 宮崎市立宮崎中学校 |

## 交通

### バス
宮交グループの運営するバスが営業している。

### 道路
- 宮崎県道10号宮崎インター佐土原線